# Millville (Minnesota)
Millville es una ciudad ubicada en el condado de Wabasha en el estado estadounidense de Minnesota. En el Censo de 2010 tenía una población de 182 habitantes y una densidad poblacional de 487,99 personas por km².

## Geografía
Millville se encuentra ubicada en las coordenadas 44°14′40″N 92°17′48″O / 44.24444, -92.29667. Según la Oficina del Censo de los Estados Unidos, Millville tiene una superficie total de 0.37 km², de la cual 0.37 km² corresponden a tierra firme y (2.08%) 0.01 km² es agua.

## Demografía
Según el censo de 2010, había 182 personas residiendo en Millville. La densidad de población era de 487,99 hab./km². De los 182 habitantes, Millville estaba compuesto por el 100% blancos, el 0% eran afroamericanos, el 0% eran amerindios, el 0% eran asiáticos, el 0% eran isleños del Pacífico, el 0% eran de otras razas y el 0% pertenecían a dos o más razas. Del total de la población el 2.2% eran hispanos o latinos de cualquier raza.